# Bisacquino
Bisacquino település Olaszországban, Szicília régióban, Palermo megyében. Lakosainak száma 4128 fő (2023. január 1.). Bisacquino Caltabellotta, Campofiorito, Chiusa Sclafani, Contessa Entellina, Giuliana, Monreale, Roccamena, Sambuca di Sicilia és Corleone községekkel határos.

## Népesség
A település népességének változása:
| Lakosok száma | 4560 | 4477 | 4128 |
|               | 2017 | 2018 | 2023 |